# Windows Live Drive
Windows Live Drive was een online dienst van Microsoft, waarmee computergebruikers bestanden konden delen via het internet. Windows Live Drive was echter geen opslagplaats voor bestanden; de bestanden konden gedeeld worden zolang de host verbonden was met het internet. Het bewaren van bestanden is onderdeel van Microsoft OneDrive. Windows Live Drive was een onderdeel van Windows Live, een verzamelnaam voor diverse diensten van Microsoft.